# Pakisztán a 2016. évi nyári olimpiai játékokon
Pakisztán a brazíliai Rio de Janeiróban megrendezett 2016. évi nyári olimpiai játékok egyik részt vevő nemzete volt. Az országot az olimpián 4 sportágban 7 sportoló képviselte, akik érmet nem szereztek.

## Atlétika
Férfi
| Versenyző   | Versenyszám | Előfutam | Előfutam | Előfutam | Elődöntő | Elődöntő | Elődöntő | Döntő   | Döntő    |
| Versenyző   | Versenyszám | Idő      | Hely.    | Össz.    | Idő      | Hely.    | Össz.    | Idő     | Helyezés |
| ----------- | ----------- | -------- | -------- | -------- | -------- | -------- | -------- | ------- | -------- |
| Mehboob Ali | 400 m       | 48,37    | 6.       | 46.      | kiesett  | kiesett  | kiesett  | kiesett | kiesett  |

Női
| Versenyző     | Versenyszám | Előfutam | Előfutam | Előfutam | Elődöntő | Elődöntő | Elődöntő | Döntő   | Döntő    |
| Versenyző     | Versenyszám | Idő      | Hely.    | Össz.    | Idő      | Hely.    | Össz.    | Idő     | Helyezés |
| ------------- | ----------- | -------- | -------- | -------- | -------- | -------- | -------- | ------- | -------- |
| Najma Parveen | 200 m       | 26,11    | 8.       | 70.      | kiesett  | kiesett  | kiesett  | kiesett | kiesett  |

## Cselgáncs
Férfi
| Versenyző         | Versenyszám  | Selejtező         | 32-es főtábla                        | Nyolcaddöntő      | Negyeddöntő       | Elődöntő          | Vigaszág elődöntő | Bronz- mérkőzés   | Döntő             | Helyezés |
| Versenyző         | Versenyszám  | Ellenfél Eredmény | Ellenfél Eredmény                    | Ellenfél Eredmény | Ellenfél Eredmény | Ellenfél Eredmény | Ellenfél Eredmény | Ellenfél Eredmény | Ellenfél Eredmény | Helyezés |
| ----------------- | ------------ | ----------------- | ------------------------------------ | ----------------- | ----------------- | ----------------- | ----------------- | ----------------- | ----------------- | -------- |
| Shah Hussain Shah | Félnehézsúly | erőnyerő          | Artem Blosenko (UKR) · 000(1)–100(0) | kiesett           | kiesett           | kiesett           |                   |                   |                   | 17.      |

## Sportlövészet
Férfi
| Versenyző             | Versenyszám          | Selejtező | Selejtező | Döntő   | Döntő    |
| Versenyző             | Versenyszám          | Pont      | Helyezés  | Pont    | Helyezés |
| --------------------- | -------------------- | --------- | --------- | ------- | -------- |
| Ghulam Mustafa Bashir | Gyorstüzelő pisztoly | 571       | 18.       | kiesett | kiesett  |

Női
| Versenyző     | Versenyszám | Selejtező | Selejtező | Döntő   | Döntő    |
| Versenyző     | Versenyszám | Pont      | Helyezés  | Pont    | Helyezés |
| ------------- | ----------- | --------- | --------- | ------- | -------- |
| Minhal Sohail | Légpuska    | 413,2     | 28.       | kiesett | kiesett  |

## Úszás
Férfi
| Versenyző    | Versenyszám | Előfutam | Előfutam | Előfutam | Döntő   | Döntő    |
| Versenyző    | Versenyszám | Idő      | Hely.    | Össz.    | Idő     | Helyezés |
| ------------ | ----------- | -------- | -------- | -------- | ------- | -------- |
| Haris Bandey | 400 m gyors | 4:33,13  | 3.       | 50.      | kiesett | kiesett  |

Női
| Versenyző   | Versenyszám | Előfutam | Előfutam | Előfutam | Elődöntő | Elődöntő | Elődöntő | Döntő   | Döntő    |
| Versenyző   | Versenyszám | Idő      | Hely.    | Össz.    | Idő      | Hely.    | Össz.    | Idő     | Helyezés |
| ----------- | ----------- | -------- | -------- | -------- | -------- | -------- | -------- | ------- | -------- |
| Lianna Swan | 50 m gyors  | 29,02    | 7.       | 64.      | kiesett  | kiesett  | kiesett  | kiesett | kiesett  |